# 玉管

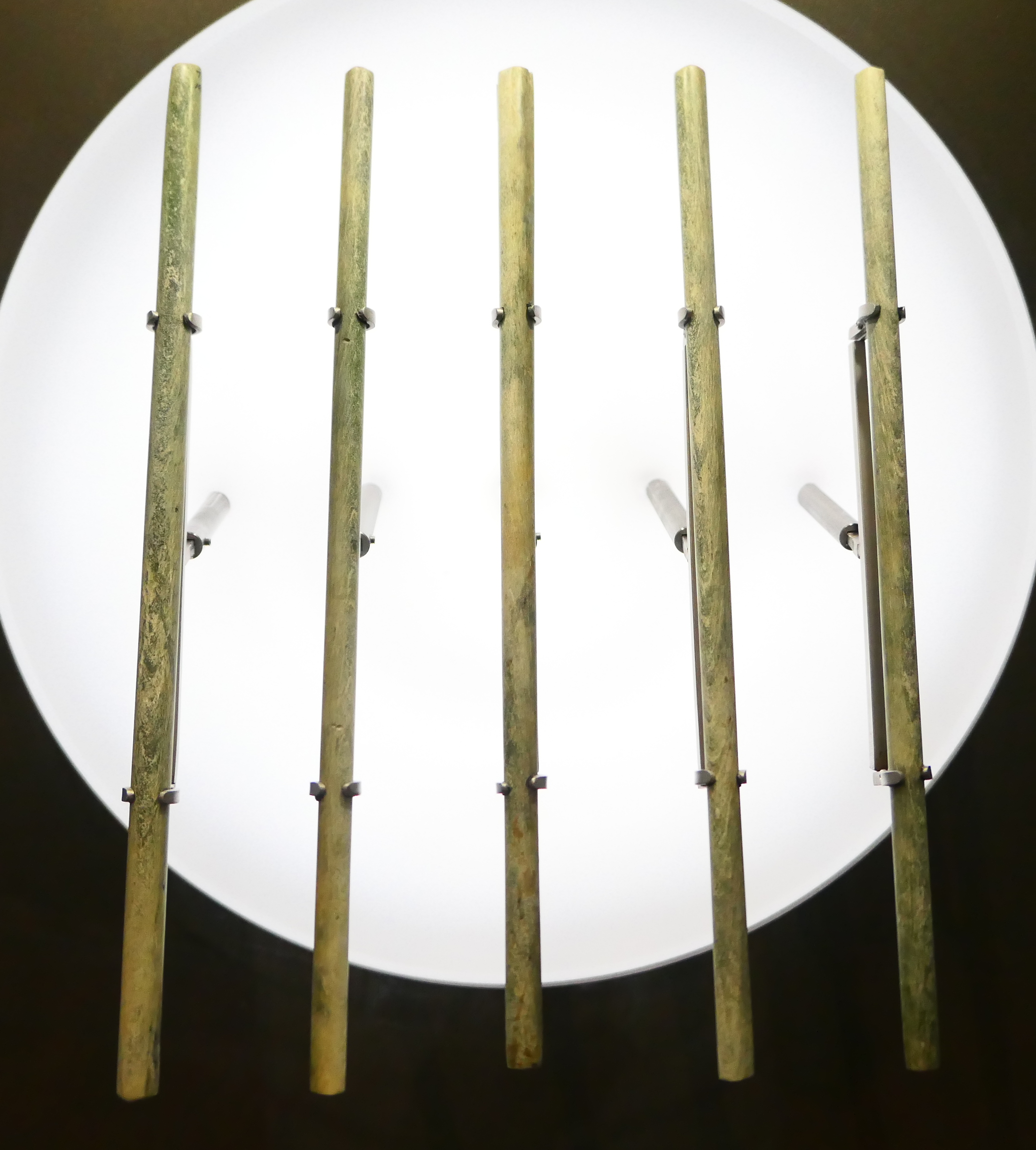
卑南遺址玉管（國寶）

玉管，是一種臺灣史前時代的項飾，為兩端鑽穿之管形玉飾，為臺灣東部新石器時代卑南遺址之特色玉器。依管徑尺寸區分約可分為三類：第一類是大管，管徑在7mm至12mm間；第二類是中管，管徑在2至6mm間；第三類是小管或稱為管珠，管徑在2mm以下。管身包括方管、圓管及介於方圓間等三類。與東部其他遺址相較，卑南遺址出土的玉管數量多而體長、體型最大。

## 製作方式
玉管的製作方式為條狀玉材修磨成圓柱狀後，自兩端鑽鑿貫通而成，其製作時使用之鑽穿工具即有石質、金屬質等不同推測，目前未有定論。有學者推測部份中短型管可能為長管所修改，因長管容易斷裂，殘斷標本可以修整成中短管再利用。

## 器物功用
一般所知玉管的用途是由數顆成串配戴於胸前的項飾。而國寶玉管是出自石板棺陪葬品，5件收攏成束置於墓主身旁，推測是作為陪葬品或作為某種特定目的使用。有學者認為長度20公分以上長管不利於穿戴，是否仍作為串飾組件或已昇華為一種象徵器物仍需探討。

## 來源探討
玉管主要以臺灣玉為製作原料，臺灣玉又稱為豐田玉，產地主要集中在花蓮縣壽豐鄉豐田荖腦山西林山區。由於卑南遺址出土玉器廢料數量不多，因此目前認為大多數的玉器是由外地貿易輸入而不是當地製作的。

## 指定國寶
國立臺灣史前文化博物館典藏卑南遺址出土玉管一組5件，長達29公分，年代約為距今2800-2300年。此組玉管外觀研磨精緻，規格均一，與臺灣東部及鄰近國家其他遺址所出土同類玉器相較，是目前所知長度最長者，凸顯臺灣新石器時代製玉工藝的技術高超及世界級的獨特性。2012年文化部依據「古物分級登錄指定及廢止審查辦法」第4條第1項第1、3、5、6款；第6條及第7條，指定成為國寶。